# Chapadas do Alto Itapecuru
Chapadas do Alto Itapecuru is een van de 21 microregio's van de Braziliaanse deelstaat Maranhão. Zij ligt in de mesoregio Leste Maranhense en grenst aan de deelstaat Piauí in het oosten en zuidoosten, de mesoregio's Sul Maranhense in het zuidwesten en Centro Maranhense in het westen en noordwesten en de microregio Caxias in het noordoosten. De microregio heeft een oppervlakte van ca. 26.294 km². Midden 2004 werd het inwoneraantal geschat op 213.892.
Veertien gemeenten behoren tot deze microregio:
| - Barão de Grajaú - Colinas - Jatobá - Lagoa do Mato - Mirador - Nova Iorque - Paraibano | - Passagem Franca - Pastos Bons - São Francisco do Maranhão - São João do Soter - São João dos Patos - Sucupira do Norte - Sucupira do Riachão |

Mesoregio's: Centro Maranhense · Leste Maranhense · Norte Maranhense · Oeste Maranhense · Sul Maranhense

Microregio's: Aglomeração Urbana de São Luís · Alto Mearim e Grajaú · Baixada Maranhense · Baixo Parnaíba Maranhense · Caxias · Chapadas das Mangabeiras · Chapadas do Alto Itapecuru · Chapadinha · Codó · Coelho Neto · Gerais de Balsas · Gurupi · Imperatriz · Itapecuru Mirim · Lençóis Maranhenses · Litoral Ocidental Maranhense · Médio Mearim · Pindaré · Porto Franco · Presidente Dutra · Rosário